# Xavier Becerra
Xavier Becerra (Sacramento, 26 de janeiro de 1958) é um político e advogado americano, que serviu como Secretário de Saúde e Serviços Humanos dos Estados Unidos no governo de Joe Biden. Ele também foi o 33º Procurador-Geral da Califórnia, de 2017 a 2021. Anteriormente, ele foi membro da Câmara dos Representantes dos Estados Unidos, representando Downtown Los Angeles no Congresso de 1993 a 2017. Becerra, membro do Partido Democrata. A 6 de dezembro de 2020, foi relatado que o presidente eleito Joe Biden pretendia nomear Becerra para ser o Secretário de Saúde e Serviços Humanos dos Estados Unidos.
Nasceu em Sacramento, Califórnia, de pais mexicanos, Becerra formou-se na Universidade de Stanford, onde recebeu o seu doutorado em direito pela Faculdade de Direito de Stanford. Ele trabalhou como advogado na Legal Assistance Corporation do centro de Massachusetts, antes de retornar à Califórnia em 1986 para trabalhar como assistente administrativo do senador estadual Art Torres. Ele atuou como procurador-geral adjunto no Departamento de Justiça da Califórnia de 1987 a 1990, antes de ser eleito para a Assembleia do Estado da Califórnia, onde exerceu um mandato de 1990 a 1992.
Becerra foi eleito pela primeira vez para a Câmara dos Representantes em 1992. Ele representou o 30º distrito congressional da Califórnia de 1993 a 2003, o 31º distrito congressional da Califórnia de 2003 a 2013 e o 34º distrito congressional da Califórnia de 2013 a 2017. Em 2021, o Senado dos Estados Unidos o confirmou como chefe do Departamento de Saúde e Serviços Humanos.

## Infância e Educação
Nasceu em Sacramento, Califórnia, a 26 de janeiro de 1958, Becerra é filho de pais da classe trabalhadora Maria Teresa e Manuel Guerrero Becerra. O seu pai nasceu nos Estados Unidos e foi criado em Tijuana, no México, enquanto que a sua mãe era de Guadalajara. Quando criança, Becerra cresceu num apartamento de um quarto com as suas três irmãs. Ele formou-se em 1976 a partir de CK McClatchy da High School, localizada no centro de Sacramento. Ele estudou no exterior na Universidade de Salamanca em Salamanca, Espanha, de 1978 a 1979, antes de ganhar seu BA em Economia da Universidade de Stanford em 1980, tornando-se a primeira pessoa da família a pós-graduar-se na faculdade. Ele recebeu seu doutorado em Direito pela Stanford Law School em 1984 e foi admitido na Ordem dos Advogados do Estado da Califórnia em 1985.

## Inicio da Carreira
Becerra começou sua carreira como advogado, a trabalhar em casos envolvendo indivíduos com transtornos mentais para a Legal Assistance Corporation do centro de Massachusetts.
Becerra trabalhou como assistente administrativo para o senador do estado da Califórnia Art Torres em 1986. Ele serviu como procurador-geral adjunto no Departamento de Justiça da Califórnia sob o procurador-geral John Van de Kamp de 1987 a 1990.
Depois que o deputado estadual Charles Calderon decidiu buscar uma vaga no Senado da Califórnia, Becerra lançou uma campanha popular para a Assembleia do Estado da Califórnia, derrotando Marta Maestas, assessora do Senado de Calderon, nas primárias democratas. Ele derrotou o republicano Lee Lieberg e o libertário Steven Pencall, recebendo 60% dos votos. Becerra cumpriu um mandato na Assembleia Estadual, representando o 59º distrito da Califórnia, de 1990 a 1992. Como legislador estadual, Becerra trabalhou para aprovar uma lei que aumentaria as sentenças de membros de gangues.

## Câmara dos representantes dos Estados Unidos

### Eleições
Em 1992, o 25º congressista distrital Edward Roybal anunciou sua aposentadoria após 30 anos no Congresso. Becerra entrou na disputa pela vaga, pelo 30º distrito.
Becerra venceu as primárias democratas com uma pluralidade de 32% dos votos. Na eleição geral, ele derrotou o candidato republicano Morry Waksberg 58% –24%.
Ele foi reeleito para um segundo mandato em 1994 com 66%  dos votos. Seu distrito foi remunerado como o 31º distrito após o censo de 2000.
Após o redistritamento, antes das eleições de 2012, a maior parte do antigo distrito de Becerra se tornou o 34º distrito. Ele derrotou o republicano Stephen Smith de 85,6% a 14,4%.